# Ignazio Spalla
Ignazio Spalla közismert nevén Pedro Sanchez (Termini Imerese, 1924. május 5. – Costacciaro, 1995. február 9.) szicíliai származású olasz karakterszínész, az egykori spagettiwesternek közismert mellékszereplője.

## Pályafutása
Az Internet Movie Database egyelőre helytelen adatokkal szolgál Ignazio Spalla életrajzáról. Az ott olvasható anyakönyvi adatok szerint Spalla Sienában, Toszkánában született volna, valójában Palermo mellett, Szicíliában látta meg a napvilágot.
Spalla tizenöt éven át dolgozott a filmiparban és kifejezetten specializálódott a vadnyugati szereplők karakterére, ezen belül vaskos, ápolatlan, torzonborz és durva arcvonásokkal bíró, minimálisan intelligens mexikói nehézfiúkat formált meg. Épp e célból használta valamennyi filmjében a spanyolos Pedro Sanchez művésznevet. Gyakran játszott ugyanebben a szerepkörben szimpatikus, humoros, de olykor bugyuta egyéneket is, jóllehet a humor akkor is jellemezte, amikor épp a negatív szereplőket alakította. Annyira beleélte magát karaktereibe, hogy a nézők tényleg úgy gondolták nem olasz, hanem egy spanyol színészről van szó.
De nemcsak vadnyugati filmekben, hanem azokhoz szorosan kötődő olasz és spanyol Zorro-filmekben is kapott szerepet, mégpedig a közismert kövér főtiszt megformálására. Magyarországon ezt a karaktert, mint Garcia őrmestert ismerik a tévé- és mozinézők, de az eredeti Zorro-történetek szerint Gomez őrmesternek hívják, s az olasz Zorro-filmek zöme az eredeti nevet használta, ezért Spalla is Gomez őrmesterként fordul elő a filmekben. Spalla gyakran szerepelt a híres olasz komikus páros Franco Franchi-Ciccio Ingrassia western- és Zorro-paródiáiban. Nem egy filmben volt partnere Giorgio Ardisson, akivel baráti viszonyban állt. Lee Van Cleeffel a híres Hé barátom, itt van Sabata! (1969) c. westernben szerepelt, sőt feltűnik a Sabata-folytatásokban. Az egyik említést érdemlő film, az Isten veled, Sabata! 1970-ből, ahol az amerikai világsztár Yul Brynnerrel játszhatott együtt.
Az Ardissonnal, Brynnerrel, vagy Van Cleeffel készült filmekben egyfajta vadnyugati csatlós szerepét töltötte be. Karakterei ebből a szempontból igen sok hasonlóságot mutatnak a Don Quijote-beli Sancho Panzaéval.
A westernek világából ritkán lépett ki, más műfajban alig próbálta ki magát. Egy alkalommal szerepelt Gino Mangini I diamanti che nessuno voleva rubare c. 1967-es rendőrfilmjében. Az 1970-es évek végén kivonult a filmvilágból, ami egybeesik a spagettiwestern műfajának végleges lezárásával, ugyanis ekkorra már csak nagyon ritkán vették elő a zsánert a rendezők és azok a filmek se a már megszokott helyszínen, Spanyolországban, s a megszokott módon (mexikói tájon játszódó film) készültek.

## Magánélete
1954. szeptember 23-án kötött házasságot a dél-szicíliai Vittoriából származó Giovanna D'Izziával, akitől egy fia, Giuseppe Erminio Spalla született.

## Fontosabb filmjei
- Egy lyukas dollár (Un dollaro bucato), 1965
- Brady aranya (Thompson 1880), 1966
- Cjamango, 1967
- A fekete Zorro (El Zorro), 1968
- Hé barátom, itt van Sabata! (Ehi amico... c'è Sabata. Hai chiuso!), 1969
- Isten veled, Sabata! (Indio Black, sai che ti dico: Sei un gran figlio di…), 1970
- Két legyet egy csapásra (Carambola), 1974
- Fehér agyar és a magányos vadász (Zanna Bianca e il cacciatore solitario), 1975